# Iglesia de la Asunción (Benafarces)
La iglesia de la Asunción es un templo católico ubicado en la localidad de Benafarces, Provincia de Valladolid, Castilla y León, España.

## Descripción
La iglesia de Santa María la Nueva, iglesia parroquial dedicada a Nuestra Señora de la Asunción, fue construida en piedra en el siglo XVI. De estilo renacentista con elementos góticos, cuenta con una única y ancha nave cubierta con una bóveda de cañón apuntado del siglo XVIII apoyado en arcos fajones.
Al costado del lado de la epístola se encuentra la portada, guardada por un pórtico con arco de medio punto y flanqueada por columnas corintias que soportan un arco mixtilíneo con una hornacina.
La capilla mayor está cubierta por una bóveda de crucería de terceletes. El retablo mayor, obra barroca del siglo XVIII, cuenta con un solo cuerpo tetrástilo y un ático-cascarón apuntado. Destaca entre todas la imagen de una Virgen con el Niño.
Pese a la sólida construcción, a fines de la década de 1990 y debido a las fuertes lluvias cedieron parte de los cimientos derrumbándose la torre y parte de los muros, recubriéndose la pared faltante por una enorme vidriera.

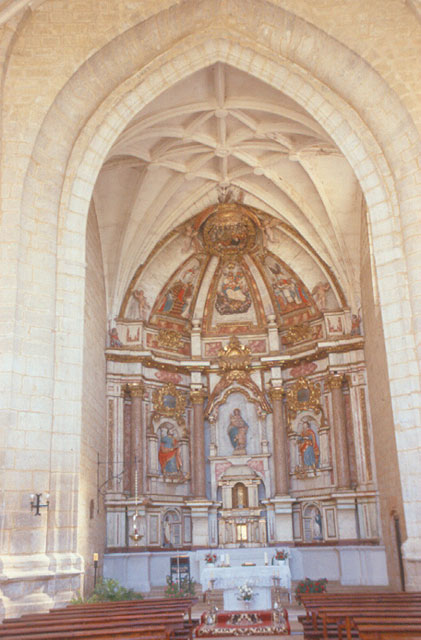
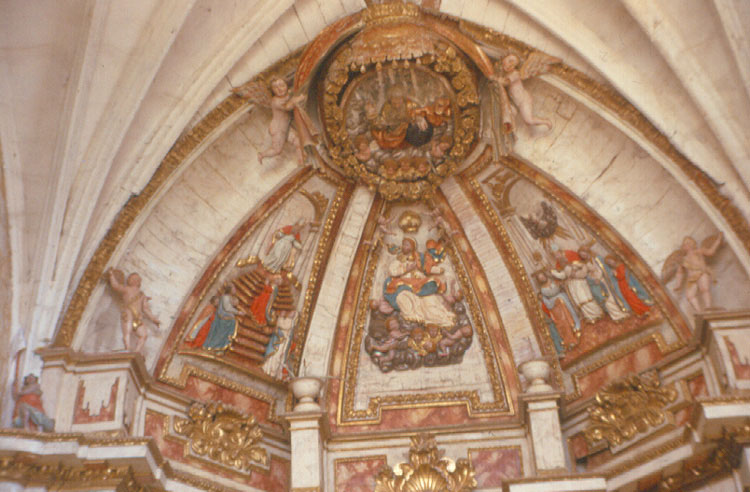